# Carl August Emge

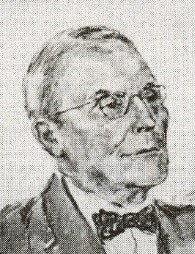
C. A. Emge

Carl August Emge (* 21. April 1886 in Hanau; † 20. Januar 1970 in Bad Honnef) war ein deutscher Rechtsphilosoph und Rechtssoziologe. Zeitweilig leitete er das Nietzsche-Archiv in Weimar.

## Leben
Als Sohn eines Fabrikanten studierte Emge an der Eberhard Karls Universität Tübingen, der Ruprecht-Karls-Universität Heidelberg und der Philipps-Universität Marburg Rechtswissenschaft. 1906 wurde er im Corps Suevia Heidelberg recipiert. Er bestand 1910 das Referendarexamen und wurde im selben Jahr in Marburg zum Dr. iur. promoviert. Er habilitierte sich 1916 an der Hessischen Ludwigs-Universität. An der neuen Johann Wolfgang Goethe-Universität Frankfurt am Main studierte er Philologie. 1916/17 war er Referent im Kriegspresseamt. 1920 wurde er auch zum Dr. phil. promoviert. 1922 wurde er in Gießen a.o. Professor für Rechtsphilosophie und Zivilrecht. An der Friedrich-Schiller-Universität Jena wurde er 1924 Privatdozent und 1928 a.o. Professor für Philosophie. Ein Extraordinariat für Philosophie bekleidete er eine Zeitlang auch an der Universität Lettlands. 1931–1936 leitete er das Nietzsche-Archiv. 1933 kam er auf den Jenaer Lehrstuhl für Philosophie und Soziologie. Nachdem er zum 1. Dezember 1931 in die NSDAP eingetreten war (Mitgliedsnummer 847.792), gehörte er am 29. Juli 1932 zu den Initiatoren eines Aufrufs der Jenaer Hochschullehrer, die NSDAP zu wählen. Auch unterschrieb er die Erklärung von 300 Hochschullehrern für Adolf Hitler zur Reichstagswahl März 1933.
Nach der Machtergreifung der Nationalsozialisten wurde Emge 1934 innerhalb der von Hans Frank gegründeten Akademie für Deutsches Recht stellvertretender Vorsitzender des Ausschusses für Rechtsphilosophie, der im Nietzsche-Archiv Weimar tagte. 1934/35 wurde er einziger Herausgeber der vordem neukantianischen Zeitschrift Archiv für Rechts- und Sozialphilosophie. 1934 wurde er als Ordinarius an die Friedrich-Wilhelms-Universität zu Berlin berufen. Nachdem er 1936 den Aufsatz Ideen zu einer Philosophie des Führertums publiziert hatte, wurde er nach Wilhelm Kisch 1937 stellvertretender Präsident der Akademie für Deutsches Recht, ein Posten, den er bis 1942 innehatte. Seine Konkurrenten auf den Posten waren Johannes Popitz, Axel von Freytagh-Loringhoven und Justus W. Hedemann. Für Emge sprach, so u. a. Werner Weber in seiner Rolle als „Klassensekretär“, dass er zu denjenigen deutschen Gelehrten gehörte, die „sich schon frühzeitig der Bewegung angeschlossen und sich um sie verdient gemacht haben.“ Daneben leitete er den „Wissenschaftlichen Ausschuss“ des Nietzsche-Archivs. Obwohl er Parteimitglied und aktiver Nationalsozialist war, trat er laut Christian Tilitzki auch als Kritiker der nationalsozialistischen Rassenpolitik auf, weil sie nicht mit seinen Grundeinstellungen, basierend auf Gott, vereinbar war. Carl August Emge hatte in der Zeit des Nationalsozialismus den einzigen Lehrstuhl für Rechtsphilosophie inne. Von 1939 bis 1945 war er ordentliches Mitglied der Preußischen Akademie der Wissenschaften.
In der Nachkriegszeit in Deutschland wurde Emge 1949 Senator der Akademie der Wissenschaften und der Literatur Mainz. Nachdem er 1906/1910 MC gewesen war, wurde er 1951 Corpsschleifenträger der Teutonia zu Marburg. 1953 war er auch Mitglied einer europäischen Forschungsgruppe für Flüchtlingswesen. Zuletzt hatte er einen Lehrstuhl an der Julius-Maximilians-Universität Würzburg inne, wo er 1957 emeritiert wurde.
Einen Teil seiner Werke veröffentlichte Emge unter dem Pseudonym Ab-Insulis. Emges Schriften Geistiger Mensch und Nationalsozialismus (Verlag für Zeitkritik, Berlin 1931) und Ideen zu einer Philosophie des Führertums (Verlag für Staatswissenschaft und Geschichte, Berlin 1936) wurden in der Sowjetischen Besatzungszone auf die Liste der auszusondernden Literatur gesetzt.
Verheiratet war er seit 1914 mit Lona geb. Küch aus Hanau. Aus der Ehe ging ein Sohn (Richard Martinus) hervor.

## Veröffentlichungen

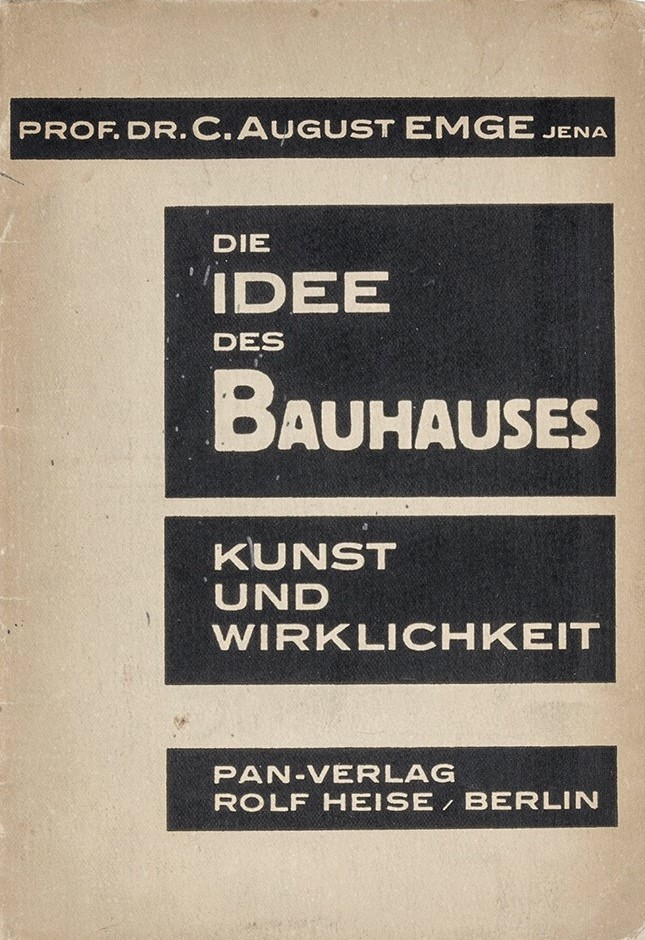
Die Idee des Bauhauses (1924)

- Über das Grunddogma des rechtsphilosophischen Relativismus, 1916.
- Hegels Logik der Gegenwart, 1927.
- Der philosophische Gehalt der religiösen Dogmatik, 1929.
- Geistiger Mensch und Nationalsozialismus. Ein Interview für die Gebildeten unter seinen Gegnern. Berlin 1931. Unter dem Pseudonym Ab Insulis.
- Ideen zu einer Philosophie des Führertums. In: Archiv für Rechts- und Sozialphilosophie, Bd. XXIX (29), 1935/36, S. 175 ff.
- Ein Rechtsphilosoph wandert durch die alte Philosophie. Berlin 1936.
- Über den Unterschied zwischen ‚tugendhaftem‘, ‚fortschrittlichem‘ und ‚situationsgemäßem‘ Denken, ein Trilemma der ‚praktischen Vernunft‘ (= Abhandlungen der Akademie der Wissenschaften und der Literatur. Geistes- und sozialwissenschaftliche Klasse. Jahrgang 1950, Band 5). Verlag der Wissenschaften und der Literatur in Mainz (in Kommission bei Franz Steiner Verlag, Wiesbaden).
- Bürokratisierung unter philosophischer und soziologischer Sicht. Verlag der Wissenschaften und der Literatur in Mainz (in Kommission bei Franz Steiner Verlag, Wiesbaden), Mainz 1950 (= Abhandlungen der Akademie der Wissenschaften und der Literatur. Geistes- und sozialwissenschaftliche Klasse. Jahrgang 1950, Band 18).
- Die Aufgabe der Humanität für den Geist, eine methodologische Untersuchung. Verlag der Wissenschaften und der Literatur in Mainz (in Kommission bei Franz Steiner Verlag, Wiesbaden), Mainz 1951 (= Abhandlungen der Akademie der Wissenschaften und der Literatur. Geistes- und sozialwissenschaftliche Klasse. Jahrgang 1951, Band 7).
- Der „umgedrehte Platonismus“. (Anregungen Nietzsches zur Situationsphilosopie.) (= Abhandlungen der Akademie der Wissenschaften und der Literatur. Geistes- und sozialwissenschaftliche Klasse. Jahrgang 1951, Band 10).
- Über die unechte Alternative zwischen dem Kollektiv und dem Einzelnen (= Abhandlungen der Akademie der Wissenschaften und der Literatur. Geistes- und sozialwissenschaftliche Klasse. Jahrgang 1953, Band 10).
- Recht und Psychologie. Gedanken über ihre Beziehung (= Abhandlungen der Akademie der Wissenschaften und der Literatur. Geistes- und sozialwissenschaftliche Klasse. Jahrgang 1954, Band 1).
- Einheitsmomente am einheitlichen Europa (= Abhandlungen der Akademie der Wissenschaften und der Literatur. Geistes- und sozialwissenschaftliche Klasse. Jahrgang 1954, Band 9). Verlag der Wissenschaften und der Literatur in Mainz (in Kommission bei Franz Steiner Verlag, Wiesbaden).
- Über das bleibende Erbe Nietzsches. Verlag der Akademie der Wissenschaften und der Literatur in Mainz. In Kommission bei Franz Steiner Verlag, Wiesbaden 1955 (= Akademie der Wissenschaften und der Literatur. Abhandlungen der geistes- und sozialwissenschaftlichen Klasse. Jahrgang 1955, Nr. 2).
- Über die logisch-ontischen Strukturverhältnisse in d. rechtsphilosophischen Gedanken Schopenhauers. Verlag der Akademie der Wissenschaften und der Literatur in Mainz (In Kommission bei Franz Steiner Verlag, Wiesbaden) 1955 (= Akademie der Wissenschaften und der Literatur. Abhandlungen der geistes- und sozialwissenschaftlichen Klasse. Jahrgang 1955, Nr. 7).
- Über das Verhältnis von „normativem Rechtsdenken“ zur „Lebenswirklichkeit“. Verlag der Akademie der Wissenschaften und der Literatur in Mainz (In Kommission bei Franz Steiner Verlag, Wiesbaden) 1956 (= Akademie der Wissenschaften und der Literatur. Abhandlungen der geistes- und sozialwissenschaftlichen Klasse. Jahrgang 1956, Nr. 3).
- Das Wesen der Ideologie. Ein Versuch in Hinsicht auf Antizipation, Perspektive, Vorurteil, Ressentiment, Selbstverständlichkeit, sich übernehmende Denkansprüche und dergleichen Vorwegnahmen mehr (= Akademie der Wissenschaften und der Literatur. Abhandlungen der geistes- und sozialwissenschaftlichen Klasse. Jahrgang 1961, Nr. 1).
- Philosophie der Rechtswissenschaft, 1961.
- Die Frage nach einem neuen Kulturbegriff. Betrachtungen am Leitfaden der Auffassung von Thomas Stearns Eliot (= Akademie der Wissenschaften und der Literatur. Abhandlungen der geistes- und sozialwissenschaftlichen Klasse. Jahrgang 1962, Nr. 7).
- Max Stirner. Eine geistig nicht bewältigte Tendenz. 1963 (= Abhandlungen der geistes- und sozialwissenschaftlichen Klasse der Akademie der Wissenschaften und der Literatur in Mainz. Jahrgang 1963, Nr. 12).
- Die geistige Bewältigung der sogenannten Europaidee, ein sozialpsychologischer Versuch (= Abhandlungen der geistes- und sozialwissenschaftlichen Klasse der Akademie der Wissenschaften und der Literatur in Mainz. Jahrgang 1965, Nr. 1).
- Über die Unentbehrlichkeit des Situationsbegriffs für die normativen Disziplinen (= Abhandlungen der geistes- und sozialwissenschaftlichen Klasse der Akademie der Wissenschaften und der Literatur in Mainz. Jahrgang 1966, Nr. 3).
- Die Bedeutung der Rechtssoziologie für die Dogmatik, 1968.